# Diocesi di Elbląg
La diocesi di Elbląg (in latino Dioecesis Elbingensis) è una sede della Chiesa cattolica in Polonia suffraganea dell'arcidiocesi di Varmia. Nel 2023 contava 439.000 battezzati su 489.400 abitanti. È retta dal vescovo Jacek Jezierski.

## Territorio
La diocesi comprende la parte occidentale del Voivodato della Varmia-Masuria e la parte orientale del Voivodato della Pomerania.
Sede vescovile è la città di Elbląg, dove si trova la cattedrale di San Nicola. A Kwidzyn e a Prabuty sorgono le concattedrali dedicate rispettivamente a San Giovanni Evangelista e a Sant'Adalberto.
Il territorio è suddiviso in 20 decanati e in 158 parrocchie.

## Storia
La diocesi è stata eretta il 25 marzo 1992, nell'ambito della riorganizzazione delle diocesi polacche voluta da papa Giovanni Paolo II con la bolla Totus tuus Poloniae populus, ricavandone il territorio dalle diocesi di Chełmno, di Danzica e di Varmia (nel contempo la prima ha assunto il nome di diocesi di Pelplin, mentre le altre due sono state elevate ad arcidiocesi).
Il 7 ottobre 1993, con la lettera apostolica Christifideles dioecesis, lo stesso papa Giovanni Paolo II ha confermato sant'Adalberto, vescovo e martire, patrono principale della diocesi, san Massimiliano Maria Kolbe e la beata Dorotea di Montau patroni secondari.
Il 13 maggio 2015 la Congregazione per il culto divino e la disciplina dei sacramenti ha concesso ai sacerdoti che vivono nella diocesi di celebrare fino a quattro messe la domenica e nelle feste di precetto.

## Cronotassi dei vescovi
Si omettono i periodi di sede vacante non superiori ai 2 anni o non storicamente accertati.
- Andrzej Józef Śliwiński † (25 marzo 1992 - 2 agosto 2003 dimesso)
- Jan Styrna † (2 agosto 2003 - 10 maggio 2014 dimesso)
- Jacek Jezierski, dal 10 maggio 2014

## Statistiche
La diocesi nel 2023 su una popolazione di 489.400 persone contava 439.000 battezzati, corrispondenti all'89,7% del totale.
| anno | popolazione | popolazione | popolazione | presbiteri | presbiteri | presbiteri | presbiteri                | diaconi | religiosi | religiosi | parrocchie |
| anno | battezzati  | totale      | %           | numero     | secolari   | regolari   | battezzati per presbitero | diaconi | uomini    | donne     | parrocchie |
| ---- | ----------- | ----------- | ----------- | ---------- | ---------- | ---------- | ------------------------- | ------- | --------- | --------- | ---------- |
| 1999 | 484.077     | 492.058     | 98,4        | 287        | 217        | 70         | 1.686                     |         | 73        | 139       | 153        |
| 2000 | 484.000     | 492.050     | 98,4        | 294        | 226        | 68         | 1.646                     |         | 71        | 125       | 155        |
| 2001 | 483.630     | 491.700     | 98,4        | 310        | 241        | 69         | 1.560                     |         | 72        | 131       | 155        |
| 2002 | 474.500     | 489.200     | 97,0        | 309        | 244        | 65         | 1.535                     |         | 70        | 131       | 155        |
| 2003 | 473.800     | 488.500     | 97,0        | 310        | 242        | 68         | 1.528                     |         | 74        | 125       | 156        |
| 2004 | 460.000     | 480.000     | 95,8        | 316        | 242        | 74         | 1.455                     |         | 80        | 125       | 157        |
| 2006 | 450.000     | 470.000     | 95,7        | 320        | 245        | 75         | 1.406                     |         | 80        | 125       | 157        |
| 2013 | 451.000     | 471.200     | 95,7        | 329        | 255        | 74         | 1.370                     |         | 82        | 96        | 157        |
| 2016 | 447.000     | 468.000     | 95,5        | 336        | 260        | 76         | 1.330                     |         | 85        | 92        | 157        |
| 2019 | 436.000     | 448.000     | 97,3        | 332        | 254        | 78         | 1.313                     |         | 86        | 93        | 158        |
| 2021 | 441.200     | 453.200     | 97,4        | 326        | 250        | 76         | 1.353                     | 7       | 81        | 97        | 158        |
| 2023 | 439.000     | 489.400     | 89,7        | 317        | 242        | 75         | 1.384                     | 11      | 79        | 90        | 158        |

## Galleria d'immagini

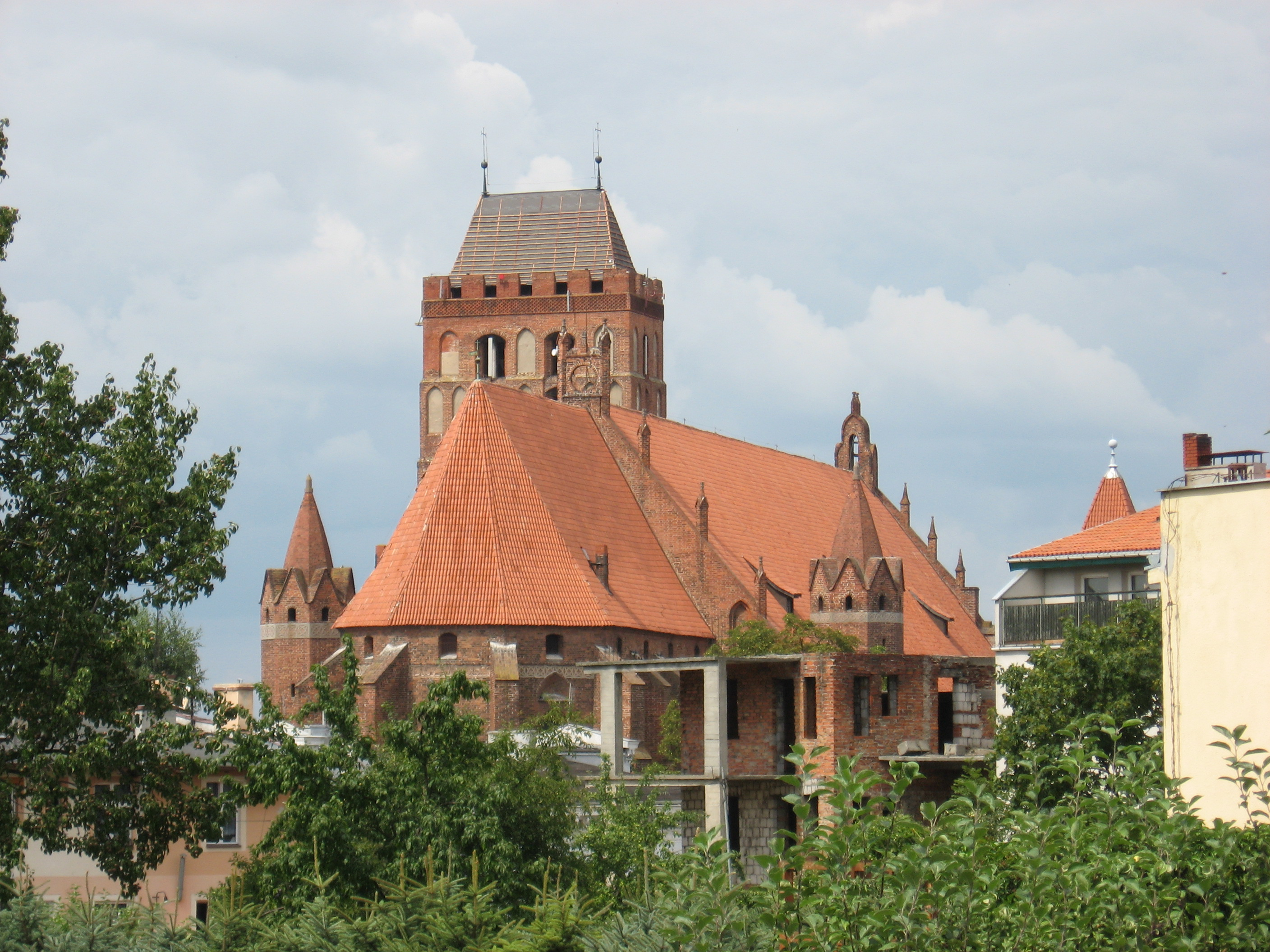
La concattedrale di San Giovanni Evangelista di Kwidzyn
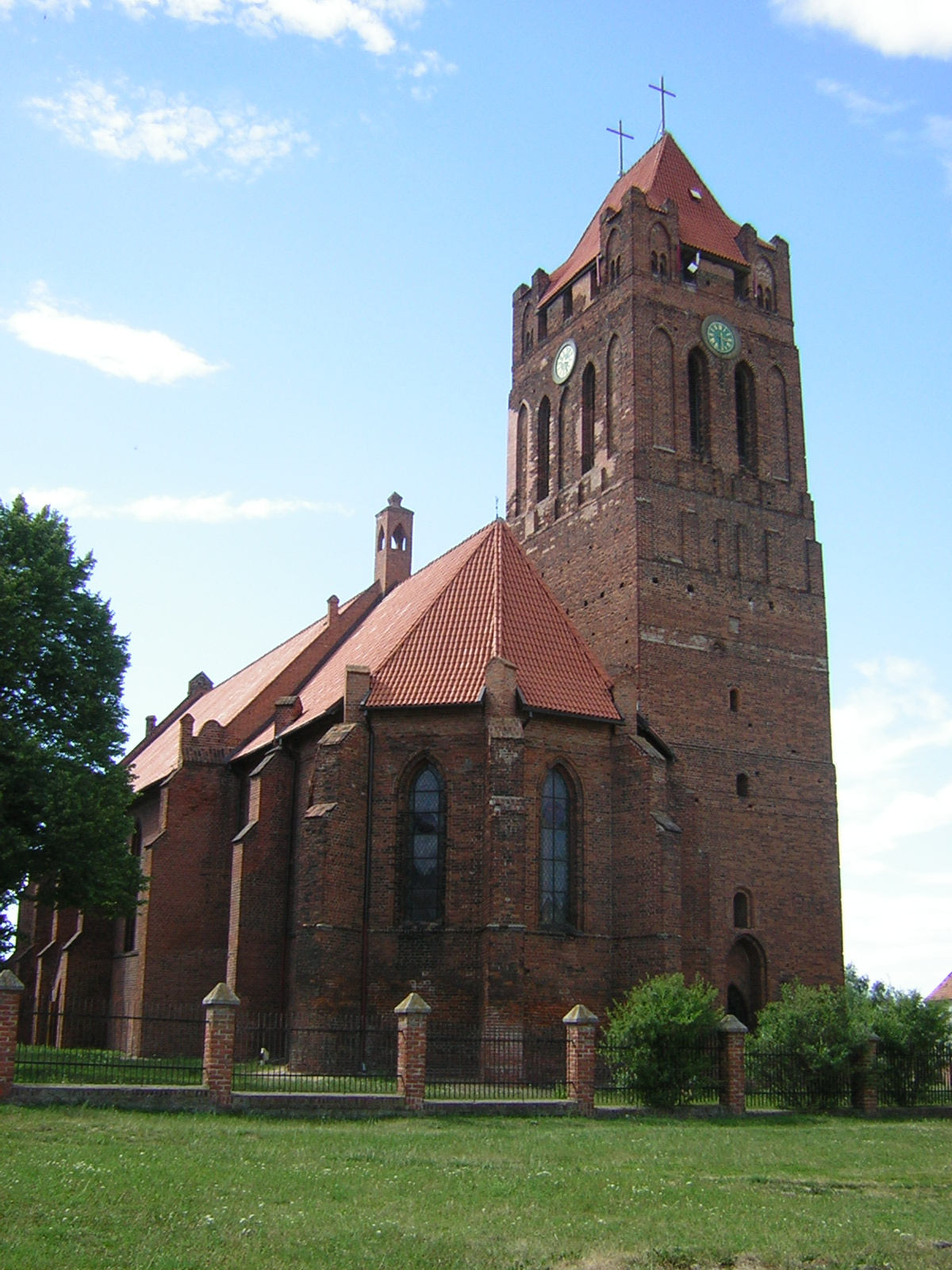
La concattedrale di Sant'Adalberto di Prabuty
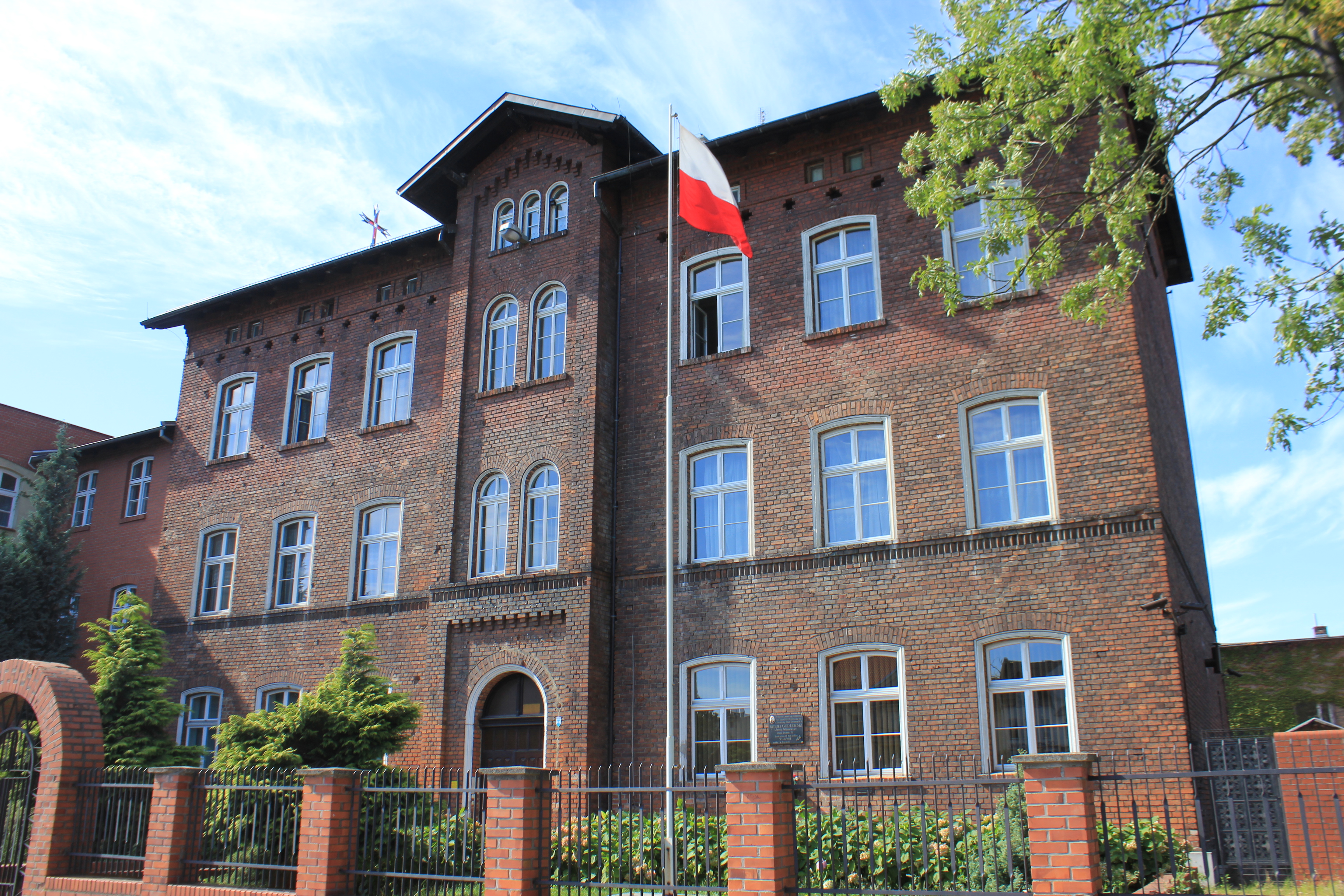
Il seminario vescovile diocesano
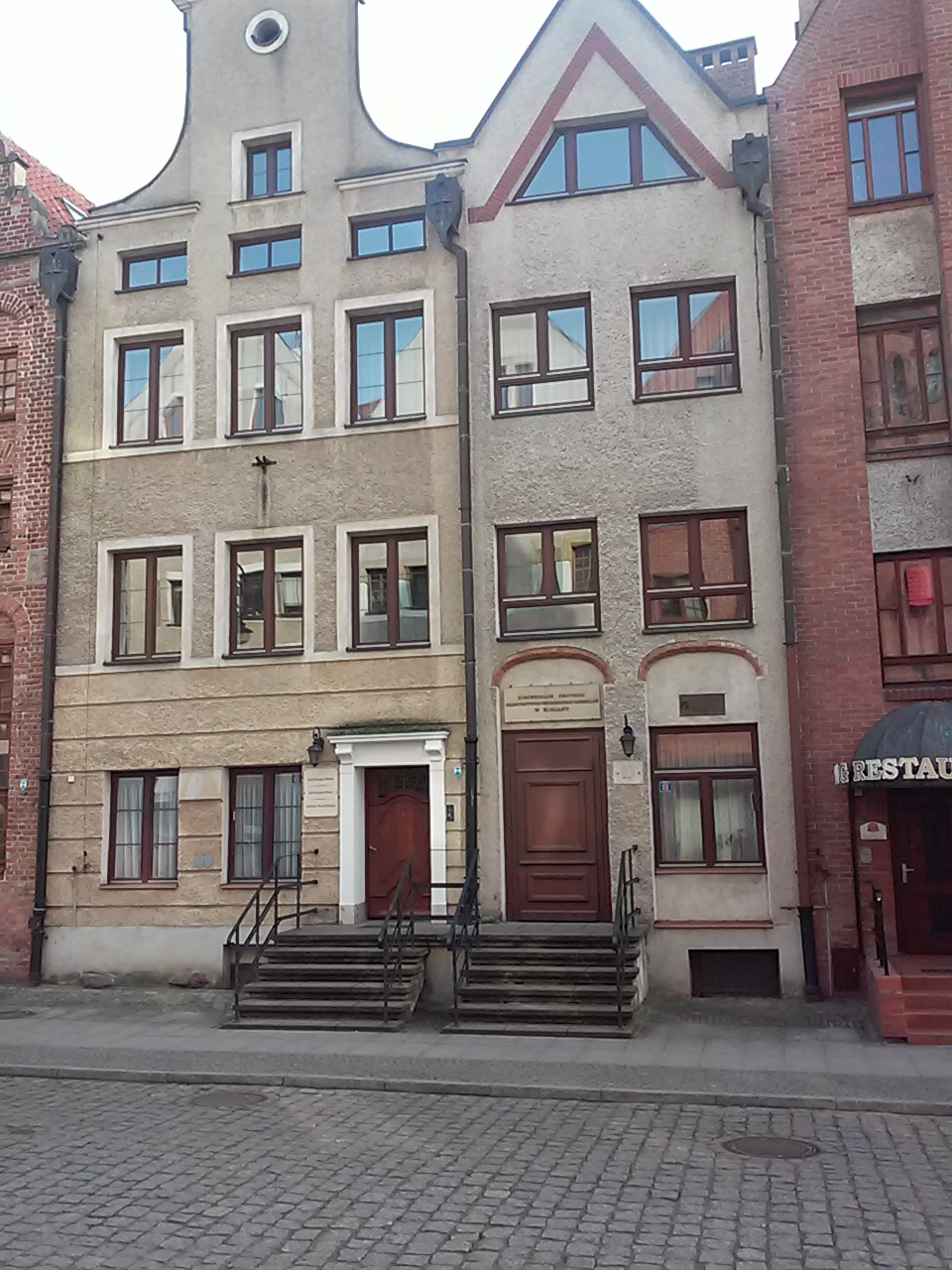
La curia diocesana